# Bistum Floresta
Das Bistum Floresta (lateinisch Dioecesis Florestensis, portugiesisch Diocese de Floresta) ist eine in Brasilien gelegene römisch-katholische Diözese mit Sitz in Floresta im Bundesstaat Pernambuco.

## Geschichte
Das Bistum Floresta wurde am 15. Februar 1964 durch Papst Paul VI. mit der Apostolischen Konstitution Qui secreto aus Gebietsabtretungen der Bistümer Pesqueira und Petrópolis errichtet und dem Erzbistum Olinda e Recife als Suffraganbistum unterstellt. Am 16. Juni 2010 gab das Bistum Floresta Teile seines Territoriums zur Gründung des Bistums Salgueiro ab.

## Bischöfe von Floresta
- Franz Xavier Nierhoff MSF, 1964–1988
- Czesław Stanula CSsR, 1989–1997, dann Bischof von Itabuna
- Adriano Ciocca Vasino, 1999–2012
- Gabriele Marchesi, seit 2013